# Guillermo Ramón I de Moncada
Guillermo Ramón I de Moncada conocido como el Gran Senescal (?-1173) fue senescal de Barcelona (1130-1173) y señor de Tortosa, Senmanat, Arraona, Peñíscola, y castellano de Lérida.

## Familia
Su familia provenía del señorío de Hostoles.
Guillermo Ramón se casó con Beatriz de Montcada, heredera de Berenguer de Moncada los Berenguer, una familia proveniente de los vizcondes de Gerona, terratenientes de tierras en el Condado de Osona. Es así como el Gran Senescal se convierte en Montcada. El matrimonio se deshizo con un proceso de nulidad con alegaciones de parentesco entre los consortes. Es verosímil la interferencia de Ramón Berenguer IV quien en 1135 concede Beatriz a Guillermo de San Martín junto con el honor de Moncada, en una de los primeros rifirrafes del conde y el senescal. De este enlace nació:
- Ramón I de Moncada y de Moncada (1150-1190), señor de Tortosa y heredero de la senescalía.
- Guillermo I de Moncada y de Bearne, vizconde consorte de Bearne por su boda con María de Bearne, enlace del cual nacerían Guillermo I de Bearne y Gastón VI de Bearne.
- Adelaida, que se casaría con el conde Ponce III de Ampurias.
- Berenguela, que se casaría con Galceran III de Pinoso.

## Senescal de Barcelona
El cargo de Senescal de Barcelona, creado por Ermesinda de Carcasona en su segunda regencia entre 1035 y 1043 fue a parar en manos de los fieles vasallos más directos. El cambio político y generacional de Ramón Berenguer I, lleva a la casa de Hostoles a la senescalía en la persona de Guillermo de Hostoles, padre de Guillermo Ramón I.
Las rencillas fueron una constante en la vida de Ramón Berenguer IV y Guillermo Ramón. Dos personajes similares en edad y dos jefes de brote astutos. El conde, quizás más calculador y el senescal más vigoroso. En 1136 Guillermo Ramón volvía a tener el castillo de Moncada. La temeridad del senescal cuando cortó el agua de Barcelona por discordia con el conde tampoco fue suficiente para una ruptura definitiva. Guillermo Ramón pasó una temporada en Aragón.
El conde interviene deshaciendo el primer matrimonio del senescal, también es cierto que el senescal interviene en el casamiento del conde con Petronila, hija de Ramiro II de Aragón, el monje, tramando el enlace cuando esta solo tenía dos años y estropeando el testamento de Alfonso el Batallador y las pretensiones de Alfonso VII de Castilla. Durante este tiempo, lejos de sus castillos y del conde, también trama el casamiento de su hijo Guillermo con María de Bearne, utilizando a Ramón Berenguer como protector de la desvalida María. De este modo consigue un vizcondado por los Moncada.
Otra vez juntos, el conde y el senescal viajan por Provenza. El senescal participa al menos en la organización de las cruzadas contra las taifas de Almería, Tortosa y Lérida. Después de la conquista el conde le nombra señor de Tortosa y de Lérida en las cartas de población. Donde más fuerzas reunieron es en Turtusha. El conde pacta con el senescal la enfeudación del castillo de la Suda y la señoría encima de la ciudad y pueblos, y la tercera parte de las ganancias, y Mallorca. Diez años antes había prometido casi el mismo a Guillermo VI de Montpellier. Y después todavía pactó repartos con los genoveses, con los templarios y hospitalarios y con Ermengarda de Narbona. Cuando se hace el reparto los conflictos entre Ramón Berenguer y Guillermo Ramón llegan a los tribunales.
Mientras tanto (1150), el senescal lleva por primera vez la Orden del Císter en Cataluña. La primera fundación en Valldaura, una colina de Barcelona, por monjes procedentes de la abadía de La Grande Selva (cerca de Toulouse), no resulta adecuada, pero ya son los monjes que después llegan a Santas Cruces, donde se establecen. Ramón Berenguer IV, un año más tarde también trae desde la abadía de Fontfroide, también en Occitania, los monjes para fundar Poblet.
El patrimonio acumulado por Guillermo Ramón de Moncada fue enorme y capaz de despertar los celos del mismo conde. De lo contrario, por su gran ambición, era una pieza del todo necesaria en la política feudal de nuevas conquistas.
El senescal tuvo una vida intensa y también larga. Ramón Berenguer IV muere en 1162 y su hijo Guillermo I de Moncada y de Bearne en 1172. Antes había muerto el hijo Berenguer. Cuando él muere, en 1173 queda su hijo Ramón I de Moncada aposentado en Tortosa y actuando como senescal pero con mucha menos ambición. Las grandes propiedades de Moncada, extendidas principalmente por Osona y el Vallés, pasan a su nieto Guillermo I de Bearne, uno de los hijos de Guillermo y María de Bearne, y uno de los personajes más singulares del linaje. Un retrato suyo forma parte de la Galería de Catalanes Ilustres del Ayuntamiento de Barcelona.